# Municipio Galeana (Chihuahua)
Koordinaten: 30° 12′ N, 107° 42′ W
Galeana ist ein Municipio mit knapp 6000 Einwohnern im mexikanischen Bundesstaat Chihuahua. Das Municipio hat eine Fläche von 1731,5 km². Verwaltungssitz ist Hermenegildo Galeana, größter Ort im Municipio ist hingegen Abdenago C. García.

## Geographie
Das Municipio Galeana liegt im Nordwesten des Bundesstaats Chihuahua auf einer Höhe zwischen 1300 m und 2600 m. Es zählt zu 90,6 % zur physiographischen Provinz der Sierras y Llanuras del Norte und zu 9,4 % zur Sierra Madre Occidental. Die Gemeindefläche liegt vollständig in der hydrologischen Region des endorheischen Beckens der Cuencas Cerradas del Norte (Casas Grandes). Die Geologie des Municipios wird zu 63 % von Alluvionen bestimmt bei 26 % Tuff; vorherrschende Bodentypen im Municipio sind der Leptosol (32 %), Calcisol (29 %), Cambisol (15 %), Regosol (13 %) und Solonetz (7 %). 44 % des Municipios werden von Weideland eingenommen, 39 % sind von Gestrüpplandschaft bedeckt, 8 % sind bewaldet, 7 % werden ackerbaulich genutzt.
Das Municipio ist umgeben von den Municipios Nuevo Casas Grandes, Buenaventura, Ignacio Zaragoza und Casas Grandes.

## Bevölkerung
Beim Zensus 2010 wurden im Municipio 5892 Menschen in 1379 Wohneinheiten gezählt. Davon wurden 192 Personen als Sprecher einer indigenen Sprache registriert, davon 166 Sprecher des Mixtekischen. Gut fünf Prozent der Bevölkerung waren Analphabeten. 1901 Einwohner wurden als Erwerbspersonen registriert, wovon ca. 78 % Männer bzw. ca. 2,6 % arbeitslos waren. 7,8 % der Bevölkerung lebten in extremer Armut.

## Orte
Das Municipio Galeana umfasst 51 bewohnte localidades, von denen lediglich der Hauptort vom INEGI als urban klassifiziert ist. Vier Orte wiesen beim Zensus 2010 eine Einwohnerzahl von über 100 auf. Die größten Orte sind:
| Ort                            | Einwohner |
| Abdenago C. García (Lagunitas) | 2113      |
| Colonia Le Barón               | 2104      |
| Hermenegildo Galeana           | 0926      |
| La Angostura                   | 0409      |